# 多賀村 (滋賀県)
多賀村（たがむら）は滋賀県犬上郡にあった村。現在の多賀町の中心部にあたる。

## 地理
- 山岳：青龍山
- 河川：芹川、四手川

## 歴史
- 1889年（明治22年）4月1日 - 町村制の施行により、四手村・多賀村・敏満寺村・土田村・猿木村の区域をもって発足。
- 1941年（昭和16年）11月3日 - 久徳村・芹谷村と合併して多賀町が発足。同日多賀村廃止。

## 交通

### 鉄道路線
- 近江鉄道
  - 多賀線
    - 多賀駅（現・多賀大社前駅）

### 道路
現在は旧村域に名神高速道路の多賀サービスエリアが所在するが、当時は未開通。

## 名所・旧跡・観光スポット・祭事・催事
- 多賀大社